# Escuela Politécnica de Montreal
La Escuela Politécnica de Montreal (en francés: École Polytechnique de Montréal) es una escuela de ingeniería en Montreal, Quebec. Normalmente se la llama «Polytechnique» o «Poly». Fundada en 1873, está afiliada a la Universidad de Montreal. La escuela ofrece formación para licenciatura y postgrado, y es muy activa en investigación. Siguiendo la tradición, a los nuevos “bachelier en ingénierie” (B. Eng.) que se gradúan en la École Polytechnique de Montréal se les otorga el «Anillo de Hierro», siguiendo el ritual canadiense de nominación de ingeniero.

## Campus
La escuela está en el campus de la Universidad de Montreal, situado en la cara norte del monte Royal. Su edificio principal es el más alto del campus. El edificio J.-Armand-Bombardier está al lado del edificio principal y se utiliza principalmente para trabajos de investigación y como centro de emergencia para compañías filiales, diseñadas para apoyar el prearranque de negocios basados en la tecnología. El edificio se llama Joseph-Armand Bombardier, en homenaje al inventor de la moto de nieve.
El edificio Pierre-Lassonde et Claudette-Mackay-Lassonde, alberga los Departamentos de Ingeniería Eléctrica y Computación, y fue inaugurado en septiembre de 2005. Este nuevo edificio ganó un "Premio al Mérito" de la revista Canadian Architect en 2003, consiguió la certificación Oro de edificio verde y se calificó con 46 puntos en la escala LEED, lo que supuso, en su inauguración, la mayor calificación nunca obtenida en Canadá. El comportamiento energético de los edificios Lassonde es 60% mejor que el nivel establecido por el Código de Modelo Nacional de Energía del Canadá para Edificios.

## Organización
Es una de las tres mayores escuelas de ingeniería del Canadá, y la mayor de Quebec. Desde su fundación en 1873, este establecimiento educativo en lengua francesa, forma a ingenieros y especialistas de gran preparación y contribuye a la expansión científica y económica de la región. Sus graduados fueron parte de la mayoría de los más importantes trabajos de ingeniería de Quebec del siglo XX, tales como la construcción de presas hidroeléctricas. La École Polytechnique está ahora en la vanguardia de la ingeniería en campos tales como la aeronáutica, ingeniería de computación, telecomunicaciones, biotecnología, ciencia medioambiental, y muchos otros campos de alta finalidad.
Existen 11 programas para graduación ofertados por 7 departamentos. Algunos programas son cooperativos. Son:
- Departamento de Ingeniería Química
  - Ingeniería Química
- Departamento de Ingeniería Civil, Geológica y de Minas
  - Ingeniería Civil
  - Ingeniería Geológica
  - Ingeniería de Minas
- Departamento de Ingeniería Eléctrica
  - Ingeniería Eléctrica
- Departamento de Ingeniería de la Computación
  - Ingeniería Informática (del francés "génie informatique")
  - Ingeniería de Software (Programación)
- Departamento de Ingeniería de Matemáticas e Industrial
  - Ingeniería Industrial
- Departamento de Ingeniería Mecánica
  - Ingeniería Mecánica
- Departamento de Ingeniería Física
  - Ingeniería Física
  - Ingeniería de Materiales
- Instituto de Ingeniería Biomédica

La École Polytechnique es conocida por su investigación dinámica, que representa el 35% de su presupuesto para el año 1998-1999 (26,9 millones de CAD $). Cuarenta unidades de investigación reciben más del 20% de las inversiones y contratos para investigación en el área de la ciencia aplicada dada a las universidades de Quebec.

## Estudiantes y facultades
En el semestre de invierno de 2003 se matricularon 5.713 estudiantes. De ellos, 1.198 eran mujeres y 4.515, hombres. 3.997 eran no graduados 1.716 lo eran.
220 profesores y 150 investigadores son parte de la comunidad de la escuela. De enseñanza de calidad reconocida, se conceden cada año, aproximadamente, 600 diplomas, 200 máster y 50 doctorados.

## Vida estudiantil
Está reconocida su activa vida estudiantil, incluyendo un grupo de teatro, Poly-Théâtre, y un club de fotografía, Poly-Photo. Su periódico estudiantil, Le Polyscope, se fundó en 1967, publicándose semanalmente durante el año escolar de Quebec. Se le conoce en el campus de la Universidad de Montreal por su humor irreverente, sus crucigramas, la sección de Arte y Diversión, y su política de "tú lo envías, nosotros lo publicaremos".
Polytechnique también es muy conocida en Montreal por su reunión de playa, que tiene lugar cada dos años en invierno (normalmente en enero). Los estudiantes construyen una "playa artificial" completa en la cafetería, depositando cargas de arena en el suelo y encajando un parque acuático interior con una gran piscina.
También, cada año, las Poly-Monde Archivado el 15 de junio de 2006 en Wayback Machine. misiones de estudiantes visitan otros países para estudiar y comparar las prácticas de ingeniería extranjeras. Esta actividad extracurricular ayuda a los estudiantes participantes a entender diferentes visiones culturales y a apreciar los diferentes factores de la competitividad global en el campo de la ingeniería.

## Historia
La École Polytechnique de Montréal (una referencia de la famosa École polytechnique de París) fue fundada en 1873 a fin de enseñar diseño industrial y otras artes útiles. Al principio se estableció en una residencia reconvertida, y posteriormente se trasladó a un edificio mayor en Saint-Denis Street. En 1958, se trasladó a su actual localización en el campus de la Universidad de Montreal. El edificio original se amplió en 1975 y después en 1989. En 2002, el Departamento de Ingeniería de la Computación y Eléctrica (que después se separaron) empezaron a ocupar el quinto y sexto piso del viejo edificio de la École des Hautes Études Commerciales de Montréal. En 2003, se inició la construcción de tres nuevos edificios.
Hasta la década de 1960, la finalidad principal de la escuela era la de formar ingenieros. No obstante, a partir de 1959 se enfocó la investigación. Actualmente es una institución líder en ciencias aplicadas en Canadá.
El 6 de diciembre de 1989, se produjo en la École una masacre en la que catorce estudiantes fueron asesinadas por Marc Lépine.